# Desa Umauta
Desa Umauta är en administrativ by i Indonesien.   Den ligger i provinsen Nusa Tenggara Timur, i den sydöstra delen av landet, 1 700 km öster om huvudstaden Jakarta.